# Gribingui (riu)
El Gribingui és un riu de la República Centreafricana, afluent del Chari.
Neix a l'oest de la localitat de Mbousa, a la República Centreafricana i després d'un recorregut de 434 km de, amb un desnivell total de 235 metres, desemboca al Chari. Rega la ciutat de Kaga-Bandoro, on el seu cabal mitjà és de 29,8 m³/s i té una conca hidrogràfica de 5.680 km².

## Història
Les fonts dels Gribingui van ser descrites per primera vegada el juliol de 1898 pels exploradors Toussaint Mercuri i Ferdinand de Béhagle durant els seus viatges comercials a la regió.